# 小約翰·阿斯頓
小莊·艾斯頓（英語：John Aston Jr.，1947年6月28日—），英格蘭前職業足球員，司職左邊鋒，曾效力曼聯、盧頓、曼斯菲、布力般流浪。

## 早期生活
1963年，小莊·艾斯頓加入曼聯青訓。

## 職業生涯

### 曼聯
1965年，小莊·艾斯頓在球會對李斯特城的比賽上演地標戰。隨後，他幫助球會贏得1967年聯賽冠軍。
1967-68球季，曼聯先後於歐洲冠軍球會盃淘汰蘇格蘭球會喜伯年、南斯拉夫球會塞拉耶佛、波蘭球會扎布熱礦工；四強對皇家馬德里，首回合主場出戰，以1:0險勝，次回合只需不敗，便能首次晉身歐冠盃決賽。
次回合於皇家馬德里主場班拿貝球場上演，曼聯上半場落後3:1，瀕臨出局邊緣。下半場，曼聯憑、於比賽中尾段連入兩球，戲劇性逼和3:3。兩回合計以4:3險勝對手，歷史性首次晉身歐冠盃決賽。
2019年，小莊·艾斯頓在奧脫福球場回憶道：「我們在這裏以1-0獲勝，但我們在那裏以3-1落後，我們跪下了，看起來更有可能是5-1或6-1，他們給了我們機會，我們走進了更衣室，臉都在地板上。你以為會撕掉你的衣服。他有兩三分鐘沒有說話，更衣室裏一片寂靜。然後他非常平靜地說話，只是說：『你們在做什麼？你們不在踢球？你們整個賽季都踢了這麼棒的足球，然後你們就踢到這樣了。只要出去踢，踢你能夠踢的就可以了。』」
1968年5月29日，艾斯頓在溫布萊球場對賓菲加的歐冠盃決賽正選上陣，協助球隊奪得冠軍，並成為全場最佳球員。1972年，他離隊加盟盧頓，總共為曼聯上陣187場比賽，射入27球。

### 其後生涯
離開曼聯後，他曾效力盧頓、曼斯菲和布力般流浪。

## 軼事
他的父親老莊·艾斯頓也在第二次世界大戰後幾年內效力曼聯，並在兒子的職業生涯中擔任曼聯教練。

## 退役後生活
退役後，艾斯頓在打比郡 High Peak 格洛索普經營一間寵物店。

## 生涯數據
| 球會   | 球季    | 聯賽           | 聯賽     | 聯賽 | 足總盃 | 足總盃 | 聯賽盃 | 聯賽盃 | 歐洲賽 | 歐洲賽 | 其他 | 其他 | 總計     | 總計 |
| 球會   | 球季    | 聯賽組別       | 上陣     | 入球 | 上陣   | 入球   | 上陣   | 入球   | 上陣   | 入球   | 上陣 | 入球 | 上陣     | 入球 |
| ------ | ------- | -------------- | -------- | ---- | ------ | ------ | ------ | ------ | ------ | ------ | ---- | ---- | -------- | ---- |
| 曼聯\| | 1964–65 | 英格蘭甲組聯賽 | 1        | 0    | 0      | 0      | —      | —      | 0      | 0      | —    | —    | 1        | 0    |
| 曼聯\| | 1965–66 | 英格蘭甲組聯賽 | 23       | 4    | 2      | 0      | —      | —      | 2      | 0      | 1    | 0    | 28       | 4    |
| 曼聯\| | 1966–67 | 英格蘭甲組聯賽 | 26 (4)   | 5    | 0      | 0      | 1      | 0      | —      | —      | —    | —    | 27 (4)   | 5    |
| 曼聯\| | 1967–68 | 英格蘭甲組聯賽 | 34 (3)   | 10   | 2      | 0      | —      | —      | 6      | 1      | 1    | 0    | 43 (3)   | 11   |
| 曼聯\| | 1968–69 | 英格蘭甲組聯賽 | 13       | 2    | 0      | 0      | —      | —      | 0      | 0      | 0    | 0    | 13       | 2    |
| 曼聯\| | 1969–70 | 英格蘭甲組聯賽 | 21 (1)   | 1    | 1 (1)  | 0      | 6      | 0      | —      | —      | —    | —    | 28 (2)   | 1    |
| 曼聯\| | 1970–71 | 英格蘭甲組聯賽 | 19 (1)   | 3    | 0      | 0      | 3 (1)  | 0      | —      | —      | —    | —    | 22 (2)   | 3    |
| 曼聯\| | 1971–72 | 英格蘭甲組聯賽 | 2 (7)    | 0    | 0 (1)  | 1      | 2 (2)  | 0      | —      | —      | —    | —    | 4 (10)   | 1    |
| 曼聯\| | 總計    | 總計           | 139 (16) | 25   | 5 (2)  | 1      | 12 (3) | 0      | 8      | 1      | 2    | 0    | 166 (21) | 27   |

## 榮譽

### 球會
曼聯
- 英格蘭甲組聯賽冠軍：1966-67
- 慈善盾冠軍：1965（雙冠軍）、1967（雙冠軍）
- 歐洲冠軍球會盃冠軍：1968

### 個人
- 1968年歐洲冠軍球會盃決賽全場最佳球員